# Višňová (kraj środkowoczeski)
Višňová – gmina w Czechach, w powiecie Przybram, w kraju środkowoczeskim. Według danych z dnia 1 stycznia 2013 liczyła 644 mieszkańców.
Miejscowość wystąpiła w czechosłowackim serialu Pod jednym dachem.